# Hoffman (adelsätt)
Den svenska adelsätten Hoffman har såvitt känt bestått av en enda person, benämnd Johan Hennrik Hoffman. Denne adlades 1715 med bibehållet namn och introducerades 1719  på svenska Riddarhuset under nummer 1487. Han uppges ha varit kapten vid ett tyskt regemente i fransk tjänst samt ha haft befattningar som stallmästare och jägmästare i nuvarande Rheinland-Pfalz, Tyskland. Ingenting är känt om hans familjeförhållanden, och ätten har sedan länge räknats som utdöd i Sverige. Elgenstierna skriver: "Han hade uti utländska makters tjänst avlagt goda prov av redligt och tappert förhållande."

## Blasonering
| ”                                                  | Skiölden af Gull, hwar i står ett rödt Leijon hållandes en Korntiärfwa, emellan Ramarne, och däröfwer en blå Chef, hwari wijsar sig ett Jägarehorn af Guld. Åfwan på Skiölden står en öpen Tornerhielm hwarutur upstiger öfredelen af ett äfwenslijkt Leijon som i sielfwa Skiölden, Krantzen och Lööfwärket är af Gull, blått och Rödt, alldeles som detta Wapnet med deß egentelige färgor här hoos finnes afmålat | „ |
| – Transkription: Karin Borgkvist Ljung, 2017-05-24 | |   |